# Tatort: Schmutziger Donnerstag
Schmutziger Donnerstag ist ein Fernsehfilm aus der Krimireihe Tatort. Es ist der vierte Fall des Luzerner Ermittlers Reto Flückiger und die 862. Tatortfolge. Der vom SRF produzierte Beitrag wurde am 10. Februar 2013 erstgesendet.

## Handlung
Es ist Fastnacht in Luzern. Reto Flückiger will dem Trubel des „Schmutzigen Donnerstag“ entfliehen, doch wird gerade hier inmitten der feiernden Menschen ein Mann niedergestochen. Franz Schäublin, Vorsteher des Luzerner Bauausschusses und ein Mitglied der „Zunft der Wächter am Pilatus“, scheint ganz gezielt ausgewählt worden zu sein, jedoch scheidet ein Raubmord aus. Drei Jugendliche haben eine als Tod verkleidete Gestalt bemerkt, weitere Spuren am Tatort sind aufgrund des Faschingtrubels nicht zu verwerten. Obwohl Schäublin als angesehener und ehrenwerter Bürger der Stadt galt, scheint er einen recht ausschweifenden Lebensstil geführt zu haben. Erste Ermittlungen der Polizei ergeben, dass Schäublin in einem Hotelzimmer mit einer Prostituierten und wahrscheinlich auch noch mit einer weiteren Person gefeiert hatte. Dadurch wäre er erpressbar gewesen, doch auch Vergaben von Bauaufträgen könnten ihm Feinde eingebracht haben. 
Die Prostituierte kann ausfindig gemacht werden, gibt aber an, nicht zu wissen, wer der zweite Mann gewesen sei, da ihr die Augen verbunden und sie mit einer Droge ruhig gestellt worden war. Sie ist sich aber sicher, dass die Männer über Zunftregeln gesprochen hatten. Daher sieht sich Flückiger bei der „Zunft der Wächter am Pilatus“ um und kommt gerade dazu, als ein maskierter Täter ein weiteres Zunftmitglied erdolcht. Er versucht ihn zu verfolgen, was jedoch missglückt. Trotz schneller Hilfe stirbt auch Beat Bühlmann, das zweite Opfer des möglichen Serientäters. Da sich Flückiger außer Stande sieht, für die Sicherheit der anderen Zunftmitglieder zu sorgen, würde er am liebsten die Fastnachtsfeier der Stadt absagen, doch stößt er damit auf absolutes Unverständnis. Insgesamt ist die Stimmung seiner Polizeikollegen extrem gereizt.
Marianne Steiner, deren Mann sich vor drei Monaten umgebracht hatte und auch ein Zunftmitglied war, gibt der Polizei zu Protokoll, dass sie das Gefühl hat, dass ihr Mann noch leben würde und dass er sich an seinen Zunftkollegen rächen würde. Während sie auf dem Präsidium diese Aussage macht, verfolgt Flückiger einen Verdächtigen in einem E.T.-Kostüm. In einer Tiefgarage verliert er dessen Spur und ruft Kollegen zur Unterstützung. Der Täter wechselt seine Verkleidung und kann, als harmloser Küchenangestellter getarnt, entkommen. Als Flückiger die Nachricht bekommt, dass Martin Steiner eventuell noch lebt, lenkt das die Ermittlungen in diese Richtung. Unerwartet wird Flückiger von Martin Steiner kontaktiert. Er lebt tatsächlich noch und outet sich ihm gegenüber. Er erklärt ihm, dass er seit seinem zwanzigsten Lebensjahr Mitglied in der Zunft ist und es dann sogar zum Zunftmeister gebracht hatte. Das war ihm so wichtig, dass er verschwiegen hat, dass sein Kind drogenabhängig ist, was aufgrund der Zunftregeln nicht geduldet wird. Er selber leidet seit dieser Zeit unter einer Psychose. Die Zunftmitglieder setzten ihn als Zunftmeister ab und verweigerten ihm auch ein Darlehen, wovon sein Sohn eine Therapie hätte finanzieren können. Mittlerweile ist dieser sogar schwerstbehindert und lebt in einem Pflegeheim.
Da nicht sicher ist, dass Martin Steiner tatsächlich der Täter ist, kann Flückiger ihn nach dem Gespräch nicht sofort festnehmen. Jedoch soll am Abend der Zunftball stattfinden und so will er ihn dort überführen. Obwohl die Polizei präsent ist und alles gut gesichert scheint, gelingt es Steiner, in einem Polizeikostüm Zugang zu erhalten. Höhepunkt der Veranstaltung ist die Überreichung eines Preises. Diese Gelegenheit nutzt Steiner und will den Zunftmeister umbringen. Flückinger kann ihn zurückdrängen, doch Steiner flieht auf das Dach des Hotels, wo er von Scharfschützen erschossen wird.

## Hintergrund
Schweizer Radio und Fernsehen produzierte diesen Tatort unter Mitwirkung von Zodiac Pictures International und Rotor Film Babelsberg. Die Dreharbeiten erfolgten in Luzern und Umgebung.

## Rezeption

### Einschaltquote
Die Erstausstrahlung von Schmutziger Donnerstag am 10. Februar 2013 erreichte in Deutschland 7,78 Millionen Zuschauer und einen Marktanteil von 21,9 Prozent für Das Erste.

### Kritik
Rainer Tittelbach von tittelbach.tv findet dieser Tatort sei ein etwas: „spröder Realismus [mit] hierzulande unbekannte[n] Gesichter[n].“ Doch er zeigt „eine charismatische Hauptfigur und ein[en] ebensolche[n] Darsteller. Dass ‚Schmutziger Donnerstag‘ gleich einen Riesen-Qualitätssprung macht, liegt vor allem am Fasnachtsambiente und dem Umgang mit Realität, die dem Film einen exklusiven Bild- und Erzählstil geben. Die bewegte Kamera mutet oft geradezu dokumentarisch an. So wird der Ausnahmezustand sinnlich wahrnehmbar. Auch die Verfolgung des Mörders durch den Kommissar über die Dächer der Stadt bringt Abwechslung und Atmosphäre in diesen SRF-‚Tatort‘. Eingesetzt wie im (Polizei-)Alltag, wird auch die Sprache: geredet wird oft durcheinander, gegeneinander und vor allem laut. Das Fasnachtstreiben bestimmt die Dramaturgie maßgeblich. Da wird weniger systematisch ermittelt, da treibt die Handlung nicht klassisch spannend, aber doch aufregend dahin. Regionales & Saisonales als Spielmaterial für die TV-Fiktion zu verwenden und Reales mit Ausgedachtem zu verschränken – so etwas ist reizvoll und wird viel zu selten versucht.“
Die Kritiker der Fernsehzeitschrift TV Spielfilm geben den Daumen nach oben und meinen: „Einer der besten Schweiz-„Tatorte“: Dani Levy („!Alles auf Zucker“) entwirft ein Milieu, das mitunter gar an Fellini erinnert.“ Fazit: „Fiebriger Krimi mit starkem Lokalkolorit.“